# Bisbat de Telde
El Bisbat de les Illes de la Fortuna també anomenat Bisbat de Telde, fou el primer bisbat de Canàries (avui extint), havent estat erigit per Climent VI el 7 de novembre de 1351, a Telde, a l'illa de Gran Canària. Aquest Papa va dictar una butlla, denominada Coelestis rex regum, erigint com a bisbe al carmelita fra Bernat Font. L'escut de la ciutat de Telde ho recorda, no només amb el bàcul episcopal, sinó també amb una llegenda llatina en la que es recull que va ser Telde la primera ciutat i seu episcopal de les Illes Canàries, encara que aquest bisbat no va tenir continuïtat.

## Història
El Bisbat de Telde va ser bàsicament un projecte d'evangelització de les Canàries per part de missioners mallorquins i catalans, que va fracassar per les ràtzies pirates de certs europeus que van enfuriar els aborígens. Aquesta situació va desembocar en el martiri de tretze missioners eremites catalans que van ser llançats pels aborígens a l'avenc de Jinàmar el 1393.
L'Església catòlica manté la memòria dels bisbats desapareguts i en l'actualitat el Bisbat de Telde sobreviu com a Diòcesi titular, és a dir, com una diòcesi que avui existeix únicament en el seu títol. El 21 de setembre de 2013 el Papa Francesc nomenà a Giampiero Gloder Arquebisbe titular de Telde i cap de l'escola diplomàtica de la Santa Seu. Encara que el títol d'Arquebisbe titular de Telde és de caràcter simbòlic més que real per raó de la seva condició de diòcesi desapareguda.

## Bisbes
Els seus primers bisbes van ser majorment frares missioners mallorquins i catalans:
- Fra Bernat Font: 1351 - 1354
- Fra Bartolomé: 1361 - 1362
- Fra Bonnanat Tarí: 1369 - 1390
- Fra Jaime Olzina: 1392 - 1411?

El 1393 va tenir lloc el martiri dels tretze missioners. Després d'això el bisbat va ser abolit, ressorgint segles més tard com a Diòcesi titular.

## Bisbes titulars
- William Aquin Carew † (27 de novembre de 1969 - 8 de maig de 2012).
- Giampiero Gloder, des del 21 de setembre de 2013.

## Bisbats en les Illes Canàries
A part d'aquest de Telde, posteriorment han existit tres bisbats més en la Història de les illes Canàries:
- El de Sant Marcial del Rubicón a l'illa de Lanzarote (fundat per Benedicte XIII en 1404), i posteriorment traslladat a Las Palmas de Gran Canaria el 1483 (i actualment anomenat Diòcesi Canariense-Rubicense). Avui engloba la meitat oriental de l'arxipèlag.[3]

- El de Fuerteventura (fundat el 1424 per Martí V) i vigent fins al 1431.[3]

- El de Sant Cristóbal de la Laguna a l'illa de Tenerife (fundat per Pius VII el 1819), que regeix avui la meitat occidental de l'arxipèlag.[3]